# خانجین
خانجین، روستایی از توابع بخش مرکزی شهرستان ایجرود در استان زنجان ایران است. این روستا در ۲۴ هزارگزی جنوب باختری زنجان سر راه عمومی بیجار به زنجان واقع است. ناحیه ای است کوهستانی با آب و هوای مناطق سردسیری و دارای ۵۳۷ تن سکنه که مذهب آنها شیعه است و به زبان‌ ترکی صحبت می‌کنند، آب آنجا از رودخانهٔ زرین آباد و چشمه است. محصول آن غلات و پیاز و سیب زمینی و انگور و میوه می‌باشد. شغل اهالی زراعت و گلیم و قالیچه و جاجیم بافی است. با احداث کارخانه های جدید و کارآفرینی در بخش صنعت، برای اهالی این منطقه کارآفرینی شکل گرفته است.
راه این منطقه مالرو و سر راه نیمه شوسهٔ زنجان به ینگی کند قراردارد.

## جمعیت
این روستا در دهستان گلابر قرار دارد و براساس سرشماری مرکز آمار ایران در سال ۱۳۸۵، جمعیت آن ۳۹۶ نفر (۱۱۳خانوار) بوده‌است.